# Макгрегор (Манитоба)
Макгрегор (енгл. MacGregor) је малена варош у јужном делу канадске провинције Манитоба и део је географско-статистичке регије Централне равнице. Варош се налази на око 130 км западно од административног центра провинције града Винипега, односно на око 90 км источно од града Брандона. Северно од вароши пролази деоница трансканадског ауто-пута.
Према резултатима пописа становништва из 2011. у варошици су живела 963 становника у 411 домаћинства, што је за 4,6% више у односу на 921 житеља колико је регистровано
приликом пописа 2006. године.
Привреда вароши и околине почива на пољопривредној производњи.

## Становништво
| 2011. |
| ----- |
| 963   |